# Erstzulassung
Die Erstzulassung im deutschen Straßenverkehrszulassungsrecht (auch der Tag der ersten Zulassung) ist der Tag, an dem ein Kraftfahrzeug erstmals allgemein und sachlich unbeschränkt zum öffentlichen Verkehr im Inland oder im Ausland amtlich zugelassen oder in Betrieb genommen worden ist.
Die Erstzulassung stellt eine verkehrsrechtliche Einstufung dar. Die verkehrsrechtliche Einstufung ist auch für die kraftfahrzeugsteuerliche Beurteilung maßgeblich (§ 2 Abs. 2 Kraftfahrzeugsteuergesetz). In Deutschland wird das Datum der Erstzulassung im Teil I der Zulassungsbescheinigung (Fahrzeugschein) unter Position B angegeben.

## Bedeutung des Datums
In Ermangelung sonstiger sichtbarer Datierungen der Produktion eines Fahrzeugs gilt das Datum der Erstzulassung in Deutschland allgemein als der „Geburtstag“ eines Kraftfahrzeugs, obwohl es älter sein kann, als dieses Datum den Anschein erweckt:
1. infolge einer beschränkten Zulassung, z. B. mit Kurzzeit- oder Überführungskennzeichen,
2. infolge „Überlagerung“ beim Händler (s. u.),
3. infolge voriger Benutzung im nichtöffentlichen Verkehr (zu zulassungsfreien Rennzwecken, auf Privatgrundstücken)
4. infolge von erheblichen Umbauten nach Unfällen (z. B. neue Rohkarosse / neuer Rahmen)

Es gibt Gerichtsurteile, dass ein Fahrzeug, das mehr als zwei Jahre nach seiner Herstellung unverkauft blieb, anschließend nicht mehr als „Neufahrzeug“ verkauft werden darf.
Mit dem Datum einer frühen Erstzulassung in Deutschland sind möglicherweise Privilegien verbunden, die vor allem aus verkehrsrechtlichen Zulassungsbestimmungen unter dem Gesichtspunkt des Bestandsschutzes:
1. Lautstärke-Vorschriften, § 72 i. V. m. § 49 Straßenverkehrs-Zulassungs-Ordnung, wurden seit 1953 in Schüben verschärft; ein „älteres“ Fahrzeug darf jeweils lauter sein, was bei einigen speziellen Motorrädern, z. B. Harley-Davidson, öfter mal ausgenutzt wird, indem ein uralter Rahmen durch Unfall als verschrottet deklariert wird und mit derselben Fahrgestellnummer ein neueres Fahrzeug zugelassen wird, nur um mit dem pro forma-Uralt-Datum einen extrem lauten Auspuff fahren zu dürfen.
2. Sicherheitsbestimmungen, z. B. keine Notwendigkeit von Sicherheitsgurten und Kopfstützen (ca. 1965?);
3. Abgasnorm, z. B. keine Notwendigkeit einer Abgas-Untersuchung (vor Juli 1969 bzw. Januar 1977) und Einteilung in Emissionsklassen gemäß § 72 i. V. m. § 47 Straßenverkehrs-Zulassungs-Ordnung;
4. Zulassungsfähigkeit als Historisches Fahrzeug (Monat der Erstzulassung liegt 30 Jahre oder länger zurück, plus Prüfung auf zeitgerechten Originalzustand) mit ermäßigt pauschaler Kraftfahrzeugsteuer und de facto günstigen Versicherungsprämien, was jedoch nicht auf verkehrsrechtlichen Bestimmung, sondern versicherungsmathematischen und wirtschaftlichen Überlegungen beruht;
5. Zulassungsfähigkeit auf rote 07er-Wechselkennzeichen, bei Fahrzeugen mit min. 30 Jahren Alter (Oldtimer im zulassungsrechtlichen Sinne gemäß § 2 Nr. 22 Fahrzeug-Zulassungsverordnung, vormals 20 Jahre mit Fortgeltung laut Übergangsregelung)

Insbesondere bei der Beschaffung von Oldtimern ist das Datum der Erstzulassung nur eine von mehreren Informationen zu einer genauen Datierung seiner Produktion.
Seit Oktober 2019 ist die Erstzulassung von Fahrzeugen auch online möglich.